# Macrophiothrix elongata
Macrophiothrix elongata är en ormstjärneart som beskrevs av Hubert Lyman Clark 1938. Macrophiothrix elongata ingår i släktet Macrophiothrix och familjen Ophiothrichidae. Inga underarter finns listade i Catalogue of Life.